# Perileptus
Perileptus is een geslacht van kevers uit de familie van de loopkevers (Carabidae). De wetenschappelijke naam van het geslacht is voor het eerst geldig gepubliceerd in 1860 door Schaum.

## Soorten
Het geslacht Perileptus omvat de volgende soorten:
- Perileptus africanus Jeannel, 1926
- Perileptus areolatus (Creutzer, 1799)
- Perileptus asahanai Ueno, 1974
- Perileptus barberae Ortuno, 1991
- Perileptus birmanicus Jeannel, 1930
- Perileptus boettcheri (Jedlicka, 1935)
- Perileptus cameroni Jeannel, 1923
- Perileptus ceylanicus (Nietner, 1857)
- Perileptus columbus Darlington, 1934
- Perileptus constrictipes (Sloane, 1896)
- Perileptus convexicollis Mateu, 1982
- Perileptus cylindricollis Baehr, 1997
- Perileptus cylindriformis Ueno, 1977
- Perileptus darlingtoni Casale & Laneyrie, 1989
- Perileptus davidsoni Deuve, 1989
- Perileptus denticollis Jeannel, 1923
- Perileptus dentifer Darlington, 1935
- Perileptus grandicollis Ueno et Yin, 1993
- Perileptus hamoni Jeannel, 1953
- Perileptus hesperidum Jeannel, 1925
- Perileptus humidus Coquerel, 1866
- Perileptus imaicus Jeannel, 1923
- Perileptus indicus Jeannel, 1923
- Perileptus japonicus Bates, 1873
- Perileptus jeanneli Darlington, 1934
- Perileptus jedlickai Ueno, 1976
- Perileptus jelineki Muilwijk & Felix, 2008
- Perileptus larueei Jeannel, 1938
- Perileptus laticeps Ueno, 1955
- Perileptus latimargo G.Muller, 1939
- Perileptus ledouxi Deuve, 2004
- Perileptus leleupi Basilewsky, 1951
- Perileptus madecassus Fairmaire, 1898
- Perileptus mameti Jeannel, 1946
- Perileptus melas Jeannel, 1926
- Perileptus mesasiaticus Ueno, 1976
- Perileptus microps Andrewes, 1935
- Perileptus minimus Baehr, 1987
- Perileptus minutus Darlington, 1935
- Perileptus morimotoi Ueno, 1955
- Perileptus naraensis Ueno, 1955
- Perileptus pilifer (Jeannel, 1926)
- Perileptus platypterus Jeannel, 1923
- Perileptus promontorii Peringuey, 1896
- Perileptus pusillus Jeannel, 1923
- Perileptus robustus Jeannel, 1923
- Perileptus rutilus Schaum, 1860
- Perileptus shakletoni Jeannel, 1935
- Perileptus sloanei Moore, 1966
- Perileptus stierlini Putzeys, 1870
- Perileptus subopacus Baehr, 1987
- Perileptus testaceus Putzeys, 1870
- Perileptus westralis Moore, 1972
- Perileptus wollastoni Jeannel, 1925